# Orophocotyle divergens
Orophocotyle divergens är en plattmaskart. Orophocotyle divergens ingår i släktet Orophocotyle och familjen Accacoeliidae. Inga underarter finns listade i Catalogue of Life.